# Jarque de la Val
Jarque de la Val es un municipio y localidad española de la provincia de Teruel, en la comunidad autónoma de Aragón. El término municipal, ubicado en la comarca de las Cuencas Mineras, tiene una población de 62 habitantes (INE 2024).

## Toponimia
El nombre parece que deriva del árabe xarq, que significa oriente, aunque no se descarta que sea un topónimo de origen celta (hay topónimos celtas terminados en -ac que derivan de terminaciones en -acum) y que se haya arabizado en la Edad Media.
Se escribía en aragonés de diferentes maneras "Xarch", "Xiarch", "Exarch", y en 1118 "Siarg". A veces solo son variaciones gráficas con la misma pronunciación. Manuel Alvar cree que la forma Siarg representa cambio de posición de letras en la grafía is que representa a veces al fonema /x/ en textos medievales, (faisa, caisal).

## Geografía
El municipio tiene un área de 29,65 km².

## Historia
A mediados del siglo XIX, el lugar tenía contabilizada una población de 272 habitantes. Aparece descrito en el noveno volumen del Diccionario geográfico-estadístico-histórico de España y sus posesiones de Ultramar de Pascual Madoz de la siguiente manera:

JARQUE ó EXARQUE: l. con ayunt. en la prov. y dióc. de Teruel (9 leg.), part. jud. de Aliaga (1 1/2), aud. terr. y c. g. de Zaragoza (20): sit. alrededor de un cabezo á cuya altura llaman los naturales Torrejon, con vientos del O. y clima sano, siendo los catarros pulmonares las enfermedades mas comunes. Tiene 62 casas fabricadas en la circunferencia del precitado cabezo, entre ellas la del ayunt. que por su solidez y arquitectura denota ser del tiempo de los árabes; cárcel pública; escuela de niños concurrida por 36 y dotada con 25 fan. de grano y 700 rs.; igl. parr. (Sto. Toribio de Astorga), servida por un cura de concurso y provision ordinaria; una ermita sit. á la salida del pueblo en direccion S. y dedicada á Santiago; y por último, un cementerio que en nada perjudica á la salud pública. Confina el térm. por el N. con Palomar (2 leg.); E. Hinojosa (1 1/2); S. Galve y Covatillas (1/2), y O. las Cuevas de Almuden (1/2); en él se encuentran diferentes manantiales de aguas un poco blandas; 2 ermitas dedicadas á Sta. Maria y Sta. Quiteria, esta sit. en un cabezo de bastante elevacion, y aquella sobre una pequeña eminencia muy cerca del pueblo. El terreno es de buena calidad, en general llano con algunas trozos de tierra de riego bañada por las aguas de un riach. que desciende de Mezquita á reunirse con el Guadalope en térm. de Aliaga. Los caminos se comunican con los pueblos comarcanos encontrándose en regular estado. La correspondencia se recibe de Aliaga una sola vez en la semana. prod.: trigo, cebada, avena, cáñamo, patatas, frutas, legumbres y hortalizas; hay ganado lanar que es el mas preferido y caza de liebres, conejos y perdices. pobl.: 68 vec., 272 alm. riqueza imp.: 133,453 rs. El presupuesto municipal asciende á 4,376 rs. con 14 mrs., y se cubre con el prod. de propios.
(Madoz, 1847, pp. 596-597)

Hasta la reforma de la nomenclatura municipal de 1916 el municipio se llamaba simplemente Jarque. En dicha fecha su nombre fue modificado por el de Jarque de la Val.

## Demografía
Jarque de la Val cuenta con una población de 62 habitantes (INE 2024).

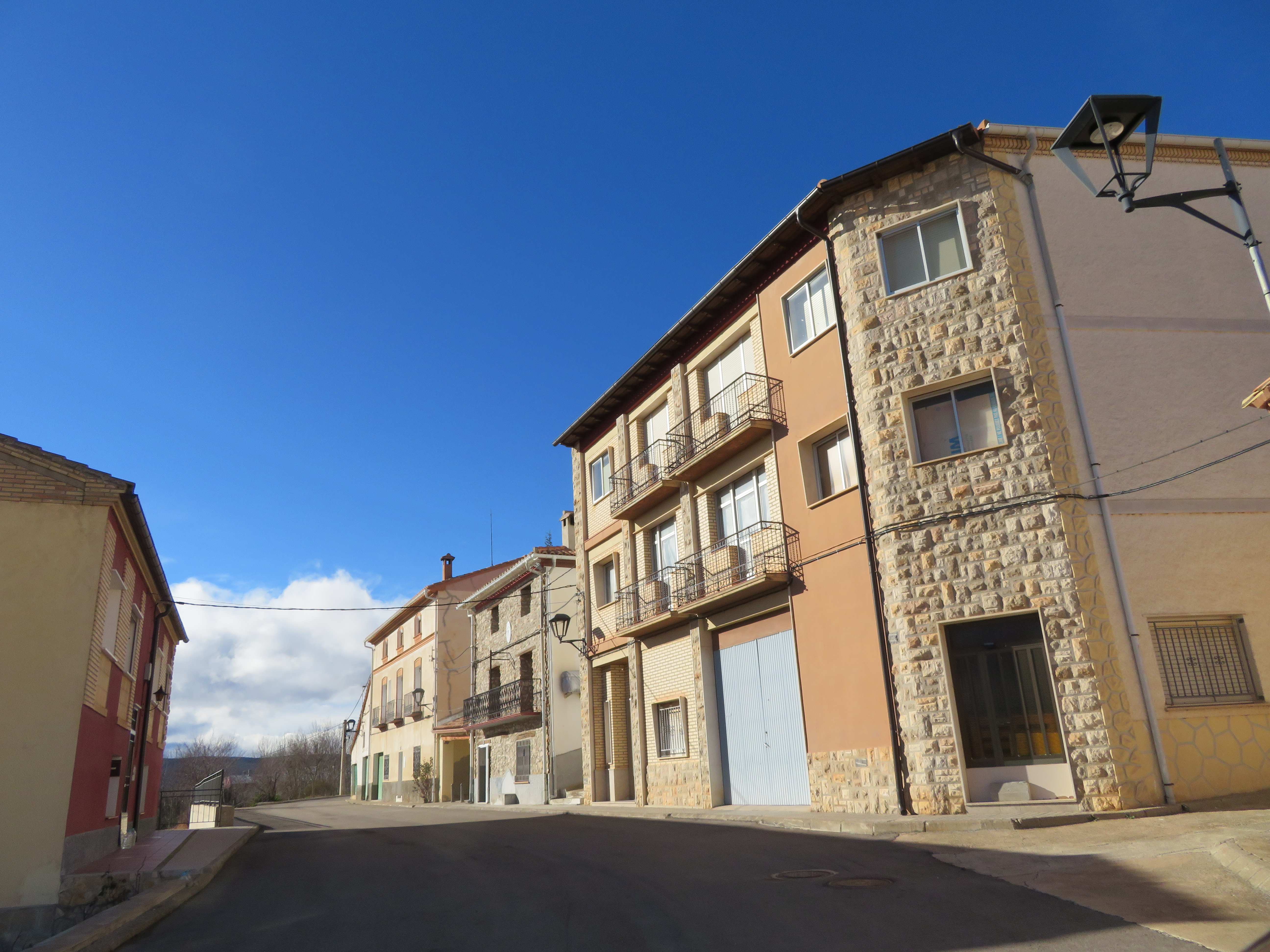
Calle de Jarque de la Val

| Gráfica de evolución demográfica de Jarque de la Val entre 1842 y 2021 |
| |
| Población de derecho según los censos de población del INE Población de hecho según los censos de población del INEEn estos censos se denominaba Jarque: 1842, 1857, 1860, 1877, 1887, 1897, 1900 y 1910 |

## Administración y política
| Período   | Alcalde                                | Partido         |  |
| --------- | -------------------------------------- | --------------- |  |
| 1979-1983 | Miguel Hinojo Iranzo                   | Ind.            |  |
| 1983-1987 |                                        |                 |  |
| 1987-1991 |                                        |                 |  |
| 1991-1995 |                                        |                 |  |
| 1995-1999 |                                        |                 |  |
| 1999-2003 |                                        |                 |  |
| 2003-2007 | Sebastián Iranzo Blasco                |                 |  |
| 2007-2011 | Sebastián Iranzo Blasco                |                 |  |
| 2011-2015 | Sebastián Iranzo Blasco                | CA              |  |
| 2015-2019 | Sebastián Iranzo Blasco                | CA              |  |
| 2019-2023 | Diego Edo Martín                       | Ciudadanos      |  |
| 2024-     | Teresa Collado Górriz [cita requerida] | Partido Popular |  |

| Partido político    | Partido político                                   | 2003   | 2007   | 2011   | 2015   |
| Partido político    | Partido político                                   | Ediles | Ediles | Ediles | Ediles |
|                     | Compromiso con Aragón (CA)                         | —      | —      | 2      | 2      |
|                     | Partido de los Socialistas de Aragón (PSOE-Aragón) | —      | —      | 1      | 1      |
|                     | Partido Popular de Aragón (PP)                     | —      | —      | —      | —      |
|                     | Partido Aragonés (PAR)                             | 1      | 1      | —      | —      |
|                     | Chunta Aragonesista (CHA)                          | —      | —      | —      | —      |
| Total de concejales | Total de concejales                                | 1      | 1      | 3      | 3      |

### Evolución de la deuda viva
El concepto de deuda viva contempla solo las deudas con cajas y bancos relativas a créditos financieros, valores de renta fija y préstamos o créditos transferidos a terceros, excluyéndose, por tanto, la deuda comercial.
Entre los años 2008 a 2014 este ayuntamiento no ha tenido deuda viva.

## Patrimonio
El principal monumento es la casa consistorial de Jarque de la Val, declarada bien de interés cultural, que por su magnitud indica la importancia que Jarque de la Val llegó a tener en el pasado. También destacan las ruinas de la antigua iglesia de la Asunción, frente a la casa consistorial, en lo alto del pueblo. Su campanario ha sido reformado en el año 2008.

## Fiestas
Sus principales fiestas se celebran para el segundo fin de semana de agosto, en honor a San Roque y la Virgen de la Asunción.
También se celebran en febrero las fiestas en honor de San Blas con sus tradicional botarga, el trance y la hoguera.

## Cultura
La localidad acoge desde el año 2022 el festival de arte libre "AtuAire".
Se trata de una jornada para todos los públicos, en la cual se ofrece un escenario libre en diferentes espacios del municipio donde cada artista puede expresar o realizar su propia actividad, en forma de exposiciones, exhibiciones, talleres, actuaciones… en definitiva, el arte en sus diferentes expresiones y con las sensibilidades de cada uno de los protagonistas: los artistas.
En las ediciones realizadas hasta la fecha el festival ha tenido una gran acogida, recibiendo a lo largo de la jornada centenares de visitantes desde otros municipios.
Desde los años 1980, la Asociación Cultural El Torrejón realiza durante todo el año diferentes actividades cultulares para todas las personas del municipio y alrededores.